# 李克用

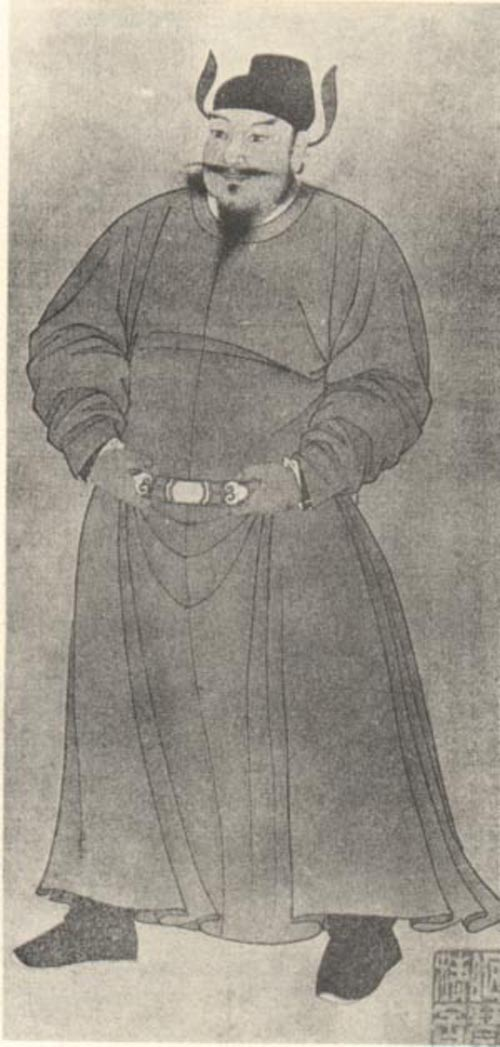
李克用

李 克用（り こくよう、大中10年9月22日（856年10月24日） - 天祐5年1月20日（908年2月24日））は、中国の唐末の軍閥指導者。突厥沙陀部出身。後唐の太祖武帝と追号された。荘宗李存勗の父で、明宗李嗣源の仮父。唐末期に鴉軍と呼ばれる精鋭兵を率いて黄巣の乱鎮定に功績を挙げ、朱全忠と激しい権力争いを繰り広げたが、中途で病死した。独眼龍の異名を持つ猛将であった。

## 生涯

### 声望を得る
李克用の本姓は突厥風の朱邪であり、父の朱邪赤心は朔州刺史を勤め、龐勛の乱鎮定にて龐勛を討ち取るなどの功績を挙げ、唐の国姓を賜り、李国昌と名乗るようになった。後に孫の李存勗により、文帝の諡と献祖の廟号が贈られた。
李克用は李国昌の三男であり、母は秦氏である。李克用は生来から片目がすがめで、そのために独眼龍と呼ばれていた。乾符5年（878年）に李克用は父と共に唐軍の将の段文楚を殺害したため、唐に対して反乱を起こしたが、敗れて韃靼族の部落に逃亡した。唐は韃靼に対して賄賂を送って李克用らを捕らえるように命じたが、李克用は韃靼の有力豪族を集めるとその目の前で木の葉や糸に吊るした針等を矢で射て百発百中の腕前を見せつけて韃靼を全て心服させた。

### 黄巣の乱
中和2年（882年）、唐に復帰した李克用は雁門節度使に任命され、黄巣討伐を命じられた。李克用は4万の兵を率いて黄巣軍を討伐し、中和3年（883年）1月に京師東北面行営都統に任命され、2月に黄巣軍を完膚なきまで叩き潰したため、黄巣は李克用を恐れて4月に長安を放棄して東に逃走し、朱全忠の本拠地であった陳州を包囲し攻撃した。朱全忠は李克用に援軍を求め、李克用は要請に応じて黄巣軍を再び破って陳州を救援し、さらに黄巣軍を追撃してほぼ壊滅状態にして開封に追い散らした。
中和4年（884年）6月、李克用は山東で黄巣軍を完全に壊滅させ、黄巣を自殺に追い込んだ。李克用は反乱軍討伐の功績により河東節度使（晋陽を中心とした一帯）に昇格し、黄巣討伐の殊勲者となった。乾寧2年（895年）には晋王に封ぜられ、山西一帯を制圧する大軍閥となった。

### 朱全忠との対立
黄巣の乱により実質的に唐王朝は滅び、李克用ら実力者らが唐政府の権威を利用して覇権を争い合う時代となった。李克用の最大の敵となったのが元黄巣軍の幹部であり、後に黄巣を裏切って唐側に付いて功績を挙げた朱全忠であった。
朱全忠との対立は李克用が陳州を援軍した時から既に始まっていた。それには次のような経緯がある。朱全忠は援軍してくれた李克用に礼を尽くし、李克用に救われた恩義があったため、朱全忠は李克用のために盛大な宴を開いてへりくだって応待した。しかし一本気な李克用は朱全忠の存在が頭から気に食わず、この丁重な応対もかえっていやらしく見えたという。朱全忠が救援してくれたことに丁重な礼を述べても、李克用は「朝廷のために賊を討っただけであり、貴殿に礼を言われる覚えはない。それに黄巣は貴殿の元の君主。さぞや戦いにくいでしょうな」と憎まれ口を叩いたという。だが朱全忠は怒りを抑えて作り笑いを浮かべながら李克用を手厚くもてなした。そして李克用と部下らが酩酊したのを見計らって自軍の兵を率いて李克用を襲撃した。酩酊していた李克用は部下に水をかけられて目を覚ますと直ちに応戦し、折からの大雷雨も幸いして朱全忠軍の包囲を破って城外に逃げ延び、ここに朱全忠と李克用は不倶戴天の仇敵同士として争うことになった。
李克用は戦争には強いが、政略では朱全忠に劣り、また配下の鴉軍もその勇猛さが時に粗暴に変じたために政府中央の評判は芳しくなかった。朱全忠とは何度も激しい争いを繰り広げるが、天復元年（901年）に朱全忠に河中を抑えられたことで中央への進出が難しくなり、太原に閉じ込められた格好となる。
天祐4年（907年）、朱全忠によって唐が滅亡する禅譲劇が行われ、後梁が建てられた。だが、李克用は当然これを認めようとはしなかった。

### 最期
天祐4年（907年）、契丹の耶律阿保機が30万の大軍を率いて雲州に侵入した。李克用は後梁の朱全忠と対峙している今は契丹とまで交戦することは得策ではないと考えて兄弟の誓いを立てて親睦を結び、共に朱全忠を討つことを誓い合った。
天祐5年（908年）1月、朱全忠打倒を子の李存勗に託して死去した。享年53。

## 人物
李克用の軍は全て黒い衣装で統一していたことから鴉軍（あぐん）との異名があり、周りからその勇猛さを恐れられていた。鴉軍来たるの報告を聞いただけで黄巣軍は崩れ立つほどその軍は精強だったと伝わる。
このように軍略には非常に秀でていた李克用であるが、政略や謀略では常に朱全忠や他の群雄に遅れをとった。耶律阿保機と和約を結んだ際も、家臣が耶律阿保機を虜にしてしまいましょうと進言するのを退けたばかりに、耶律阿保機は契丹に帰国すると心変わりして朱全忠に誼を通じて李克用を討とうとしたため、李克用は耶律阿保機を捕縛しなかったことを深く後悔し、恨んだと伝わる。

## 宗室

### 后妃
- 秦国夫人劉氏（正妻、李克用の死後に皇太妃）
- 次妃曹氏（貞簡皇后）
- 魏国夫人陳氏
- 夫人張氏（李匡籌の妻）

### 兄弟
- 弟：李克譲、李克恭、李克寧
- 従弟：李克脩

### 男子
- 荘宗李存勗、永王李存覇、邕王李存美、薛王李存礼、申王李存渥、睦王李存乂、通王李存確、雅王李存紀

### 女子
- 福慶公主（後蜀の高祖孟知祥の皇后）

### 仮子
- 李嗣源、李嗣昭（韓進通）、李存信（張汚落）、李存進（孫重進）、李嗣本、李嗣恩、李存璋、李存審（符存審）、李存賢（王賢）、李存孝（安敬思）、史敬思